# Diploma de Monitor Deportivo de Fútbol
El Diploma de Monitor Deportivo de Fútbol es una titulación que se obtiene en España tras la realización de los correspondientes estudios federativos organizados por la Real Federación Española de Fútbol o federaciones territoriales y realizados a través de sus respectivos comités de entrenadores, cuya finalidad es dar una formación mínima para aquellas personas que realicen labores de monitor (Entrenador de fútbol) en categorías inferiores de fútbol base.

## Habilitación
Estos estudios, enmarcados en el ámbito de la educación no formal, permitían ejercer las funciones de entrenador en determinadas categorías inferiores del fútbol español mediante la expedición de la licencia federativa correspondiente de "Monitor (MO)". En la temporada 2015-/2016, dicha licencia desapareció.

## Características[4]

### Requisitos
Los requisitos para obtener el Diploma de Monitor Deportivo de Fútbol, son muy parecidos a los que se piden en un curso de monitor deportivo por regla general, estos son los siguientes:
- Acreditar, mediante certificado médico, la aptitud para la práctica del deporte, así como los conocimientos básicos generales deportivos que se requieran.
- Estar en posesión del Graduado en Educación Secundaria Obligatoria.
- Aprobar el correspondiente curso académico.

### Plan de estudios
El curso para obtener el Diploma de Monitor Deportivo de Fútbol tiene una duración de 70 horas, distribuido de la siguiente manera:
- TÉCNICA: 12 horas.
- TÁCTICA: 12 horas.
- ENTRENAMIENTO DEPORTIVO: 10 horas.
- REGLAS DE JUEGO: 10.5 horas.
- MEDICINA DEL DEPORTE: 6 horas.
- PSICOLOGÍA: 7.5 horas.
- METODOLOGÍA: 6 horas.
- DIRECCIÓN DE EQUIPOS: 3 horas.
- REGLAMENTACIÓN DEPORTIVA: 3 horas.

### Coste
El curso para la obtención del Diploma de Monitor Deportivo de Fútbol tiene un coste de 150 euros.